# جورج غروندي
جورج غروندي (24 يونيو 1859 في المملكة المتحدة - 4 مارس 1945 في المملكة المتحدة) (بالإنجليزية: George Grundy)‏ هو لاعب كريكت بريطاني وبريطاني (وحمل سابقاً جنسية المملكة المتحدة لبريطانيا العظمى وأيرلندا). لعب مع نادي مقاطعة ساسكس للكركيت ‏.

## وصلات خارجية
- جورج غروندي على موقع إي آس بي آن كريك إنفو (الإنجليزية)